# Praearcturus
Praearcturus gigas es una especie de escorpión gigante del periodo Devónico descubierto en Inglaterra. Fue uno de los escorpiones más grandes que jamás han existido y supera en tamaño al conocido Pulmonoscorpius y rivaliza con Brontoscorpio y Gigantoscorpio.

## Características
Praearcturus pudo llegar a medir entre noventa centímetros y un metro. Su caparazón, que podía alcanzar en torno a diez centímetros de espesor, era de aspecto verrugoso, es decir ornamentado con protuberancias con forma de granos o ampollas, y algo dividido en surcos.
Respecto a su ecología, no se sabe si era acuático, anfibio o terrestre, aunque basándose en parientes suyos lo más probable es que fuese anfibio. Praeacturus debió ser un cazador activo que depredaba a presas de menor tamaño que él, como pequeños placodermos acuáticos o artrópodos terrestres como Eoarthropleura en tierra.